# Sansevieria phillipsiae
Sansevieria phillipsiae är en sparrisväxtart som beskrevs av Nicholas Edward Brown. Sansevieria phillipsiae ingår i släktet bajonettliljor, och familjen sparrisväxter. Inga underarter finns listade i Catalogue of Life.

## Bildgalleri

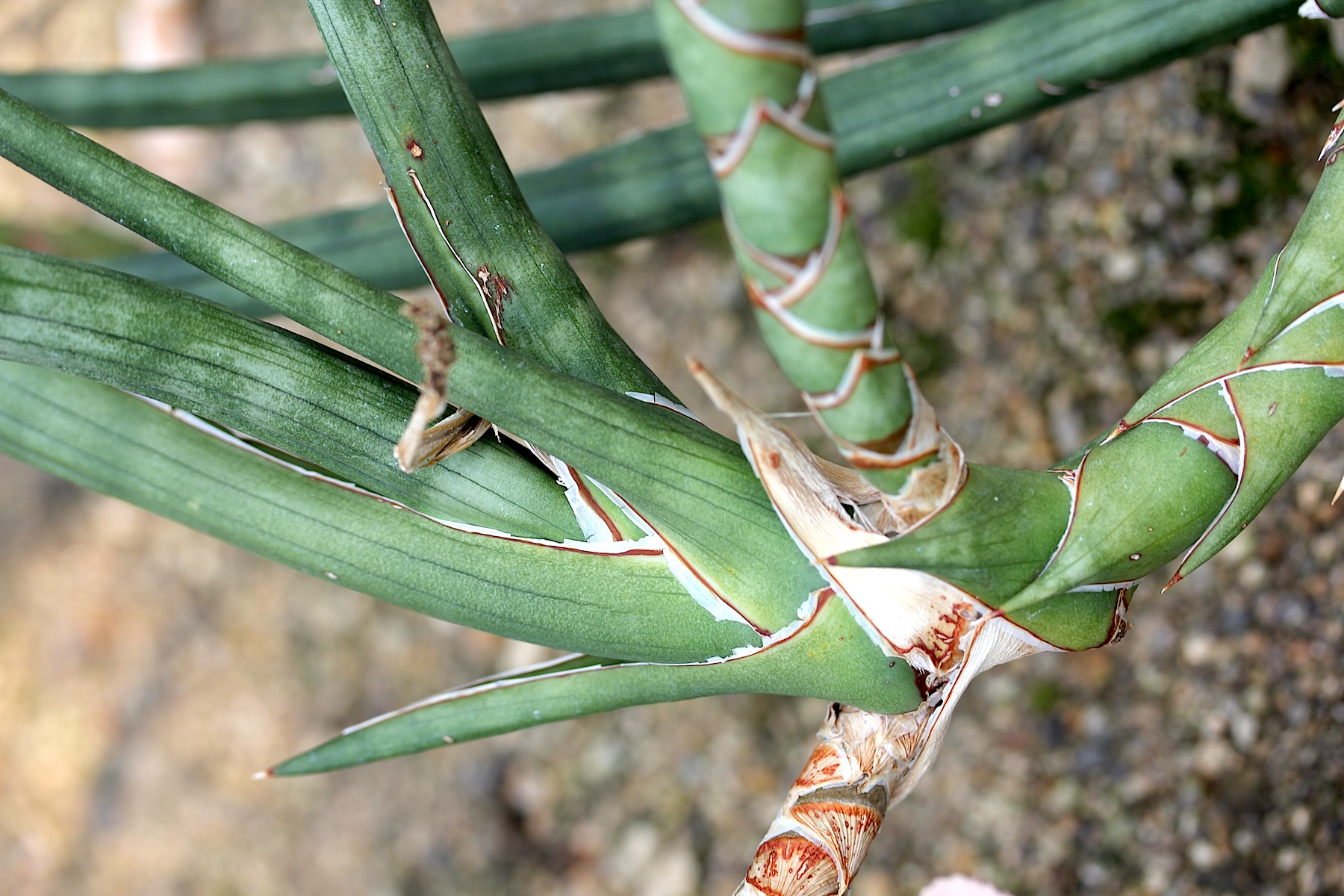